# بارئو دو ملگاسو (ماتو گروسو)
بارئو دو ملگاسو (به پرتغالی: Barão de Melgaço) یک منطقهٔ مسکونی در برزیل است که در ماتو گروسو واقع شده‌است. بارئو دو ملگاسو ۸٬۱۶۴ نفر جمعیت دارد.